# Воден плъх
Водните плъхове (Arvicola amphibius) са вид дребни бозайници от семейство Хомякови (Cricetidae), разпространен в по-голямата част от Близкия изток и Европа, включително в България. Въпреки името си, те не принадлежат към род Плъхове (Rattus), а към род Водни полевки (Arvicola). Дължината на тялото с главата е 140-220 mm, а масата – 160-350 g. В природата продължителността на живота им е около 5 месеца.